# Filiberto de Oliveira Cézar
Filiberto de Oliveira Cézar y Diana (26 de junio de 1856 en Villaguay, provincia de Entre Ríos, Argentina - 8 de enero de 1910, Tigre, provincia de Buenos Aires) fue un militar, político, diplomático y escritor argentino.

## Biografía
Su abuelo, Filiberto Joaquín de Oliveira Cézar, fue un militar brasileño; y, su padre Ramón de Oliveira Cézar Martínez nació en Montevideo pero se radicó en Las Conchas Provincia de Buenos Aires, Argentina. Su madre una de una familia criolla importante de la época llamada Juana Ángela de la Concepción Diana. Él y sus hermanos fueron fervientes católicos que se destacaron en la época, siendo de los más conocidos sus hermanas Guillermina, que se casó con Eduardo Wilde y Ángela, mujer única en su época por lograr emplazar el Cristo Redentor de los Andes. También su sobrino, el Teniente Coronel Isaac de Oliveira Cézar, se destacó por ser el primer director de la Escuela de Caballería del Ejército Argentino que creada en 1904 y que actualmente lleva su nombre.  
Realizó sus estudios secundarios en el Colegio del Salvador de la Ciudad de Buenos Aires. Trabajó de inspector de la Provincia de Buenos Aires y más tarde de la Nación Argentina.
En 1879 Hizo una expedición al Chaco Boliviano, y en 1880 acompañó a Carlos Tejedor en la revolución que este encabezó contra el gobierno de Nicolás Avellaneda donde fue nombrado Teniente Coronel de guardias nacionales resultó herido en combate.
Fue parte de la comitiva argentina del Congreso Postal Internacional de Lisboa de 1885 y a su regreso se estableció por su cuenta con una empresa que hizo el primer servicio de encomiendas postales del país, la que una vez en pleno funcionamiento traspasó al Estado.
En 1885 tuvo un hijo con Inés Mc Gane llamado Alberto que llegó a Coronel. En 1886 se casó con Jovita Castro Uballes que murió prematuramente aunque después de darle tres hijos que llamaron Filiberto -que llegó a ser Gobernador de Tucumán-, Ángela Jovita y Clara Fructa. En 1896, habiendo quedado viudo contrajo nuevamente nupcias con Juliana Obligado, con quien tuvo otras dos hijas a las que llamaron Matilde Dolores y Sara Evangelina.   
Fue intendente municipal de la  localidad de San Pedro en los años 1907, 1908 y 1909, Presidente de la Corporación Municipal en los años 1905, 1906 y 1910. Durante su gestión fue un factor preponderante en el progreso de la misma y debiéndosele a él importantes mejoras de índole edilicia y técnica. 
Fue el constructor, en “Vuelta de Obligado” del puerto que llevaba su nombre centro de embarques de cereales muy importante a fines del siglo XIX y principios del XX.
Era hombre de una gran cultura, acrecentada por sus viajes a Europa y varios países de América, dominaba varios idiomas y dejó obras de estimable valor. 
Falleció en la Buenos Aires el 25 de noviembre de 1910, siendo sepultado en la Recoleta.

## Obras
- Leyenda de los indios quichuas, en 1892.
- Leyenda de los indios guaraníes, en 1892.
- La vida en los bosques sudamericanos (viaje al oriente de Bolivia), en 1893.
- El Corsario La Argentina, en 1894.
- Viaje al país de los tobas, en 1897.
- El cacique blanco (costumbres de los araucanos en la Pampa), en 1898.